# Нимиђа де Жос (Бистрица-Насауд)
Нимиђа де Жос (рум. Nimigea de Jos) насеље је у Румунији у округу Бистрица-Насауд у општини Нимиђа. Oпштина се налази на надморској висини од 286 m.

## Становништво
Према подацима из 2002. године у насељу је живело 1624 становника.

### Попис2002.
| Расподела становништва по националности 2002.‍ | Расподела становништва по националности 2002.‍ | Расподела становништва по националности 2002.‍ | Расподела становништва по националности 2002.‍ | Расподела становништва по националности 2002.‍ |
| --------------------------------------------- | --------------------------------------------- | --------------------------------------------- | --------------------------------------------- | --------------------------------------------- |
|                                               |                                               |                                               |                                               |                                               |
| Румуни                                        | Румуни                                        |                                               | 659                                           | 40,7%                                         |
| Мађари                                        | Мађари                                        |                                               | 812                                           | 50,2%                                         |
| Роми                                          | Роми                                          |                                               | 148                                           | 9,1%                                          |